# Rock cómico
El rock cómico (comedy rock en inglés) es un término usado para describir la música rock que se mezcla con la sátira u otras formas de la comedia. Esta tradición se remonta a los primeros días del rock and roll en sí, los primeros ejemplos más notables son Stan Freberg que satirizó artistas como Elvis Presley y The Platters, y Sheb Wooley, cuya canción «Purple People Eater» alcanzó el número 1 en las listas de Billboard en 1958 y permaneció allí 6 semanas.
Algunos artistas del comedy rock, como Frank Zappa, Tenacious D (liderada por Jack Black), Taintstick, Green Jellÿ, y recientemente, Flight of the Conchords o El Cuarteto de Nos crearon canciones divertidas, ingeniosas, y/o acerca de las letras destacadas. Otros artistas como Dread Zeppelin, Beatallica, GWAR confían más en los trucos, como vestimentas o mezcla de géneros para el efecto cómico.
Muchos grupos de rock convencional son conocidos por incorporar canciones de comedia en su trabajo: Mojinos Escozíos, Blink-182, Bowling for Soup, Reel Big Fish, Sublime, Primus, Alestorm, The Flaming Lips, The Offspring, Foo Fighters, Ween Steam Powered Giraffe, System of a Down, Mr. Bungle, Twelve Foot Ninja, Troldhaugen, Lagerstein, Red Hot Chili Peppers y The Presidents of the United States of America. En Sudamérica se destacan las letras humorísticas del grupo peruano Chabelos (banda) que está conformado por actores locales, la banda chilena Chancho en Piedra con sus divertidas letras haciendo ironia a referencias de la cultura pop chilena, el grupo Mamonas Assassinas brasileño y el grupo uruguayo El Cuarteto de Nos. 
El rock ha sido el blanco de muchas parodias y varios Parody Bands han de tener discos de éxito real, un buen ejemplo sería The Hee Gee Bee Bees y, posteriormente, Spinal Tap en los EE.UU., y Bad News en el Reino Unido. El artista paródico de más éxito es "Weird Al" Yankovic, que está ahora en su cuarta década de la creación de parodias de canciones y ha vendido más de 12 millones de discos (más que cualquier otro artista de comedia en la historia).
El punk rock ha hecho su contribución a las filas del rock cómico, con bandas como Dead Milkmen, The Aquabats y The Horror of Voluptous Karen Black. Sid Vicious versionando My Way "es una comedy rock de un tipo más sardónico".
Emir Kusturica & The No Smoking Orchestra, Viza y Gogol Bordello son bandas rock/punk balcánico conocidos por sus conciertos llenos de humor, con letras graciosas, vestimentas raras y elementos para divertir al público.
La banda virtual Dethklok es una parodia del death metal, aparece en el programa Adult Swim, Metalocalypse y su álbum titulado The Deathalbum debutó en el # 21 en la lista Billboard Top 200. Otra banda virtual Gorillaz es conocida por sus personajes extraños que integran a la banda con sus historias bizarras. Sus canciones a pesar de ser metafóricas, la mayoría de sus vídeos de la banda siempre contienen situaciones cómicas relacionadas con los miembros.
El cantante Andrew W.K. es conocido por sus letras con temáticas únicamente relacionadas con las fiestas y sus shows llenos de alegría donde normalmente se le ve maquillado como si estuviera con la nariz rota. Es querido por la comunidad bronie (fanes de My Little Pony: Friendship Is Magic) también debido a un vídeo gore que se realizó con su canción "Ready To Die".
La banda Twisted Sister se hizo famosa con la mayoría de sus vídeos donde se trataba de la banda hostigando de manera cómica a personas de la clase media conservadora estadounidense.
La banda de Steel Panther, anteriormente conocida como Metal Skool, se ha convertido en un accesorio en Sunset Strip con su parodia del glam metal de los 80, y su éxito ha abierto las puertas a otras bandas de parodia de Hollywood, tales como The Homeless Jimi Experience.

## El rock cómico en el resto del mundo
En Argentina, muchos artistas incursionan en el género como Asspera banda de metal, Árbol con su rock alternativo tienen canciones con letras divertidas y alegres, Superhéroes con power pop, Bersuit Vergarabat la mayoría de sus vídeos y letras tienen temáticas relacionados al sexo o situaciones cómicas, Los Parraleños mezclando cumbia samurai con rock clásico, Los Auténticos Decadentes una banda tropical popular, Intoxicados la exbanda de rock de Pity Álvarez donde algunas canciones eran burlescas hacia famosos del país, Kapanga la banda de rock/ska sus primeros discos contenían pura comedia con grabaciones intermedias hablando cosas sin sentido, Las Manos de Filippi la banda de punk/ska con sus letras ácidas con críticas al sistema capitalista contienen insultos graciosos y Superuva con su rock punkito. El actor cómico Diego Capusotto ha dado una genial vuelta de rosca al comedy rock desde su programa de TV Peter Capusotto y sus videos, otro actor cómico que está relacionado con este género es Alfredo Casero con letras y sketchs bizarros en cada canción incluyendo un cover al opening del anime Astroboy.
En Brasil, las Mamonas Assassinas vendido más de 2 millones de copias en tan sólo 8 meses, es un récord. Mamonas Assassinas fue, y sigue siendo, una de las bandas más famosas de Brasil. También la banda paródica de heavy metal Massacration, surgida en el contexto de un programa de MTV.
En Chile podemos destacar a Dorso, Los Mox!, Sexual Democracia y Sinergia.
En Perú en sus inicios a los Nosequién y Los Nosecuántos y más adelante a Chabelos y a Tongo en su segunda etapa (en la primera se dedicaba exclusivamente a la música chicha). Chabelos fue formada en el año 2001 por un grupo de actores peruanos liderados por Giovanni Ciccia quienes se juntaban en sus tiempos libres para hacer música. Hasta la fecha han publicado 5 discos y sus canciones se caracterizan por su humor con alto contenido irreverente y sexual, aunque también en ocasiones realizan críticas y burlas a la realidad de la sociedad peruana. 
En Italia, los grupos de rock cómico son GemBOY, Elio e le Storie Tese, Skiantos, Prophilax y Vincisgrassi. Aunque los más conocidos quizás sean Nanowar. 
En México, Botellita de Jérez, auto titulado "Guacarock" (de guacamole y rock) puede considerarse rock cómico y finalmente la banda Molotov contienen letras ácidas y cómicas sin dejar de burlarse del gobierno mexicano.
En Rusia, Nogués Svelo! es una de las bandas de rock más popular de experimentar con el humor y la comedia.
En España, los Mamá Ladilla es una banda de punk rock mezclado con acierto con el comedy rock. También mencionar Reserva Dos y a los Mojinos Escozíos como el más conocido, El Koala, Ska-P y Lendakaris Muertos también contenían algunas canciones cómicas sin perder las críticas sociales y sin olvidarse de Siniestro Total. Los zaragozanos Los Berzas, y actualmente Los Gandules, son importantes bandas que han hecho su carrera desde los años 90. Actualmente también han destacado bandas como Gigatrón, El Reno Renardo y Operación Mutante.
En Uruguay, la veterana banda Cuarteto de Nos muestra letras satíricas en sus canciones, generalmente basadas en trivialidades ficticias de los miembros de la banda, Children Of Dragon Maiden que se dedican a realizar covers de metal a géneros que distancian al que hacen ellos.

## Rock cómico y heavy metal
La fuente de la comedia en las bandas de metal es a veces derivada de poner letras en contraste con el sonido agresivo, como canción pop se refiere. Bandas notables que el humor en el uso de metal son Ten Masked Men, GWAR, El Reno Renardo, Lawnmower Deth, Psyopus y Psychostick.
- Datos: Q1391336
- Multimedia: Comedy rock / Q1391336